# Перњек
Перњек (слч. Pernek) насељено је мјесто са административним статусом сеоске општине (слч. obec) у округу Малацки, у Братиславском крају, Словачка Република.

## Становништво
| Година:    | 1994. | 2004.   | 2014.   | 2024.   |
| ---------- | ----- | ------- | ------- | ------- |
| Број људи: | 742   | 793     | 846     | 899     |
| Разлика:   |       | +6,87 % | +6,68 % | +6,26 % |

| Година:    | 2023. | 2024.   |
| ---------- | ----- | ------- |
| Број људи: | 908   | 899     |
| Разлика:   |       | -0,99 % |

Према подацима о броју становника из 2024. године насеље је имало 899 становника.